# انتخابات الرئاسة الأرجنتينية 1868
انتخابات الرئاسة الأرجنتينية 1868 هي الانتخابات الرئاسية التي جرت في 1868، في الأرجنتين، فاز بالانتخابات دومينغو فاوستينو سارمينتو.